# Liste der Baudenkmäler in Kolbermoor
Auf dieser Seite sind die Baudenkmäler in der oberbayerischen Stadt Kolbermoor zusammengestellt. Diese Tabelle ist eine Teilliste der Liste der Baudenkmäler in Bayern. Grundlage ist die Bayerische Denkmalliste, die auf Basis des Bayerischen Denkmalschutzgesetzes vom 1. Oktober 1973 erstmals erstellt wurde und seither durch das Bayerische Landesamt für Denkmalpflege geführt wird. Die folgenden Angaben ersetzen nicht die rechtsverbindliche Auskunft der Denkmalschutzbehörde.

## Ensembles

### Ensemble Ehemalige Arbeitersiedlung der Spinnerei

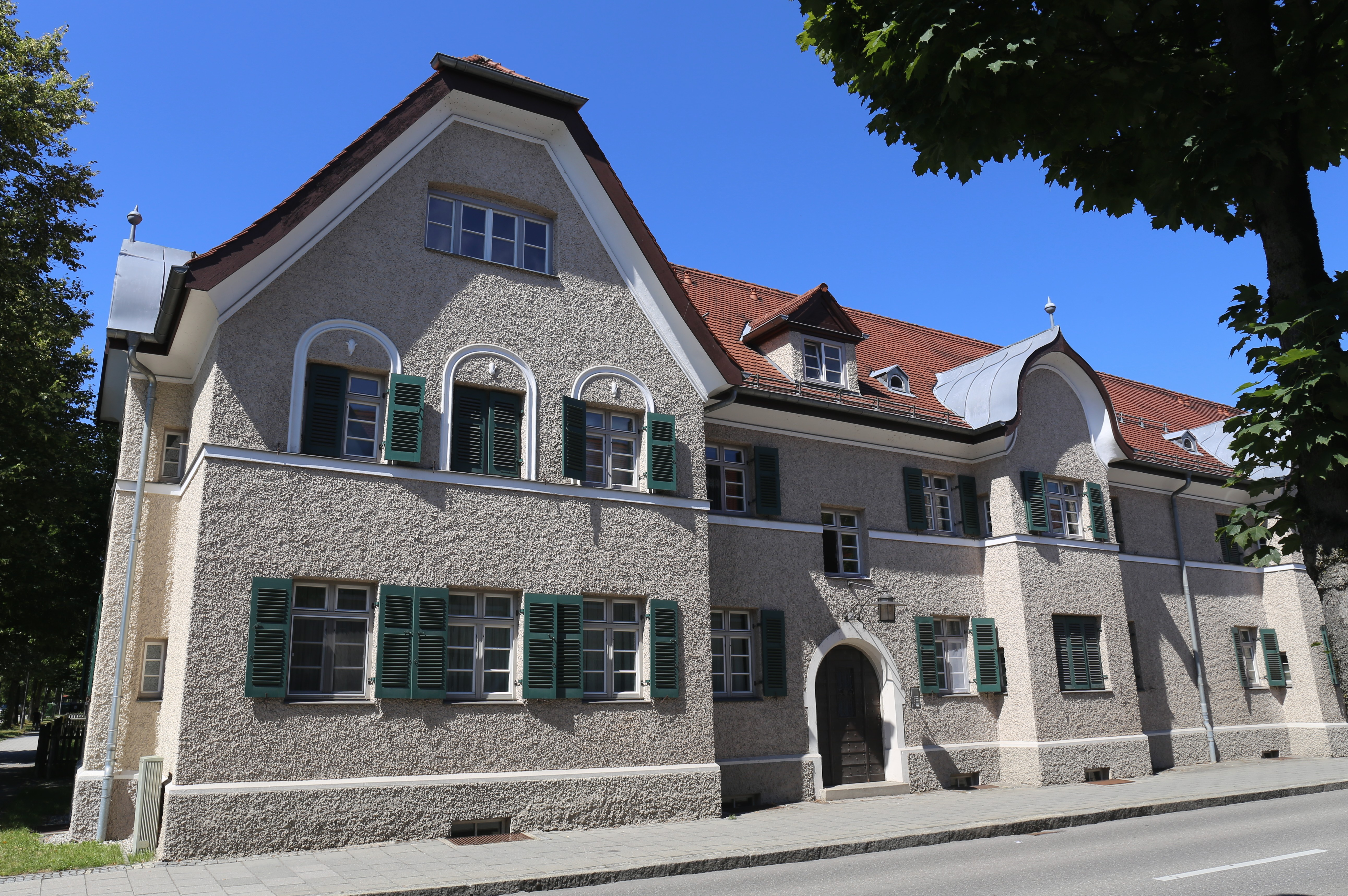
Abschnitt II an der Carl-Jordan-Straße

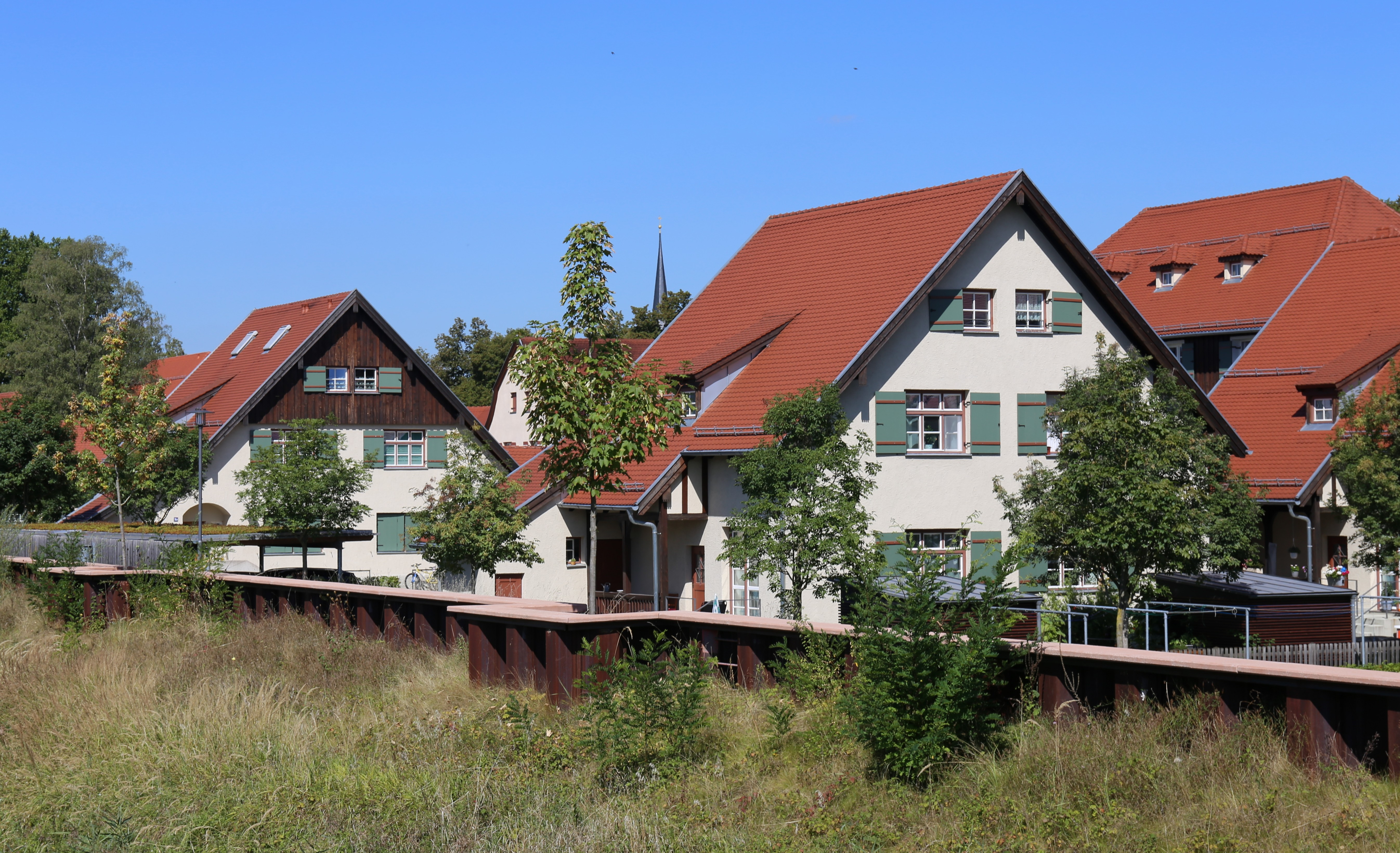
Abschnitt III südlich der Von-Bippen-Straße

Die größtenteils auf dem schmalen Streifen der von Werkskanal und Mangfall umschlossenen „Insel“ gelegene und komplett erhaltene ehemalige Spinnerei-Arbeitersiedlung folgt in ihrer Entwicklung den Hauptbauphasen der 1860 gegründeten und sukzessive erweiterten „Baumwoll-Spinnerei Kolbermoor“. Obwohl diese bei der endgültigen Schließung des Werks (1993) schon nicht mehr Arbeitgeber der Siedlungsbewohner war und der die Stadtgeschichte prägende ehemalige Industriekomplex heute nur noch in Teilen baulich präsent geblieben ist, lässt sich der ursprüngliche Zusammenhang von Fabrik und Siedlung noch nachvollziehen. Diese veranschaulicht darüber hinaus den im Werkswohnungsbau ab der Mitte des 19. Jahrhunderts generell zu beobachtenden Wandel der Haustypen und städtebaulichen Konzeptionen. Als erster Bauabschnitt wurden 1862 in unmittelbarer Nähe der Werksanlage in offener Bauweise sechs Arbeiterhäuser mit 36 Familienwohnungen errichtet; es handelt sich dabei um schlichte, einheitlich gestaltete, zweieinhalbgeschossige Satteldachhäuser mit kleinen Nebengebäuden und Gärten. Der an diese „Kolonie“ östlich anschließende Bereich wurde zwischen 1907 und 1912/13 durch meist erdgeschossige, relativ geräumige Wohnhäuser erweitert, deren differenzierte Bauweise mit hohen Dächern, Quergiebeln und Erkern im damals als Alternative zur Mietskaserne propagierten „Cottagestil“ den Bewohnern ein gefälliges, anheimelndes Wohnumfeld vermitteln sollte. Überwiegend zu Zweier- oder Dreiergruppen zusammengefasst, bilden diese Siedlungshäuser mit ihren zugeordneten Gärten eine abwechslungsreiche Folge von Freiräumen und Gebäuden. Mit Beginn dieses zweiten Siedlungsabschnitts entstand 1907 auch der Kindergartenbau (Von-Bippen-Straße 9), der über die Wohnraumbeschaffung hinaus einen weiteren sozialfürsorgerischen Anspruch der Spinnerei dokumentiert. In einer dritten Bauphase, 1920–22, wurde die Carl-Jordan-Straße als über die untere Brücke führende Achse angelegt und im Bereich des Brückenkopfes durch symmetrisch nach dem Vorbild barocker Schloßarchitektur angeordnete erd- und zweigeschossige Wohnhäuser geschlossen bebaut; langgestreckte Zeilenbauten schließen sich beidseits der Straße nach Süden an, wobei der Monotonie des Geschosswohnungsbaus durch Rhythmisierung der Baukörper mittels Erkerausbauten und Ziergiebeln in barockisierenden Formen entgegengewirkt wird. Aktennummer: E-1-87-150-1

### Ensemble Marktplatz
Nachdem der Industrieort 1863 selbständig geworden war, entstand der Marktplatz mit den wichtigsten öffentlichen und kirchlichen Gebäuden, mit Rathaus, Knaben- und Mädchenschulhaus, Kirche und Pfarrhaus. – Um 1900 war infolge des raschen Anstiegs der Bevölkerungszahl die Erweiterung fast aller Gebäude notwendig; 1902 wurde der Platz selbst umgestaltet. Zwei- und dreigeschossige freistehende Putzbauten fassen den nahezu quadratischen Platz ein. Die beiden Schulhäuser – beiderseits der alleegesäumten Rainerstraße – sind Pendantbauten von monumentalen Dimensionen, die zusammen mit der neuromanischen Pfarrkirche das Zentrum der aufstrebenden Arbeiterstadt prägen. Aktennummer: E-1-87-150-2

## Baudenkmäler nach Ortsteilen

### Kolbermoor
| Lage                                                   | Objekt                                                         | Beschreibung | Akten-Nr.              | Bild                               |
| ------------------------------------------------------ | -------------------------------------------------------------- | --- | ---------------------- | ---------------------------------- |
| Am Tonwerk 1, Ecke Bergstraße (Standort)               | Ehemaliges Verwaltungsgebäude des Tonwerks                     | zweigeschossiger Klinkerbau mit Mittelrisalit, Satteldach und Fassadengliederungen, 1876; zugehöriges Nebengebäude, eingeschossiger Klinkerbau mit Satteldach und Fassadengliederungen, gleichzeitig. | D-1-87-150-4 Wikidata  | weitere Bilder                     |
| An der Alten Spinnerei 1, 2, 3, 5, 5 a, 5 b (Standort) | Ältere Teile der ehemaligen Baumwollspinnerei                  | ab 1862: Sogenanntes Ballenmagazin, ehemals Baumwollmagazin (Nr. 1), zweigeschossiger teils verputzter Ziegelbau mit flachem Satteldach, Lisenengliederung und Stichbogenfenstern, 1862 und 1872 nach Osten verlängert; ehemaliges Verwaltungs- und Werkstättengebäude (Nr. 2), zweigeschossiger verputzter Ziegelbau mit gekapptem Pyramidendach, zentralem glasgedecktem Lichtschacht, Risalit mit Zwerchgiebel gen Osten, Lisenengliederung, Kernbau von 1900, 1911 erweitert, in den 1950er Jahren verändert, wird seit 2013 renoviert; ehemaliges Batteurgebäude (Nr. 3), zweigeschossiger teils verputzter Ziegelbau mit flachem Satteldach, Segmentbogenfenstern und Lisenengliederung, 1862, 1894 nach Osten verlängert; ehemalige Färberei (Nr. 5), zweigeschossiger teils verputzter Ziegelbau mit flachem Satteldach, Lisenengliederung, Rundbogen- und hohen Schlitzfenstern, Fassaden ursprünglich ziegelsichtig, 1872 als erstes Kesselhaus erbaut, 1909 Einrichtung der zweiten Bleicherei, 1928 Einrichtung der Färberei; ehemaliges Kesselhaus (Nr. 5a), eingeschossiger Hallenbau aus verputztem Ziegelmauerwerk mit flach geneigtem Pultdach und hohen Rundbogenfenstern, 1909, Umbau 1956 und Anbau des ehemaligen Kohlenbunkers nach Norden, mit jetzt freistehendem Rundkamin und Resten der technischen Ausstattung; ehemaliges Turbinenhaus (Nr. 5b), eingeschossiger Hallenbau aus verputztem Ziegelmauerwerk mit flachem Satteldach, Lisenengliederung und hohen Rundbogenfenstern, 1909; mit Resten der technischen Ausstattung; siehe auch Spinnereiinsel 1, 2, 3a–d, 4 und Conradtystraße 5, 5a. | D-1-87-150-23 Wikidata | weitere Bilder                     |
| Conradtystraße 5 (Standort)                            | Ehemaliges Turbinenwärterhaus                                  | Ehemaliges Turbinenwärterhaus der sogenannten oberen Wasserkraftanlage der ehemaligen Baumwollspinnerei, zweigeschossiger Putzbau mit Schopfwalmdach, Mittelrisalit mit Zwerchhaus, Segmentbogenfenstern und starkem Gesims, 1907; ca. 1,5 km westlich der ehemaligen Baumwollspinnerei am Werkskanal; siehe auch An der Alten Spinnerei 1, 2, 3, 5, 5a/b und Spinnereiinsel 1, 2, 3a–d, 4. | D-1-87-150-22 Wikidata | Ehemaliges Turbinenwärterhaus      |
| Conradtystraße 5 a (Standort)                          | Sogenannte obere Wasserkraftanlage                             | Wasserkraftwerk der ehemaligen Baumwollspinnerei, hoher erdgeschossiger kubischer Blankziegelbau mit Flachdach, flacher Wandgliederung und eingeschossigem Anbau aus Blankziegeln mit Flachdach, 1904–1905, 1922 Einbau einer zweiten Turbine; mit technischer Ausstattung; ca. 1,5 km westlich der ehemaligen Baumwollspinnerei am Werkskanal; siehe Conradtystraße 5; ca. 1,5 km westlich der ehemaligen Baumwollspinnerei am Werkskanal; siehe auch An der Alten Spinnerei 1, 2, 3, 5, 5a/b und Spinnereiinsel 1, 2, 3a–d, 4. | D-1-87-150-21 Wikidata | Sogenannte obere Wasserkraftanlage |
| Edmund-Bergmann-Platz (Standort)                       | Brunnen                                                        | Brunnen mit Bronzeplastik eines wasserspeienden Tritons, um 1900. | D-1-87-150-13 Wikidata | weitere Bilder                     |
| Friedrich-Ebert-Straße 1 (Standort)                    | Wohnhaus                                                       | zweigeschossiger Putzbau mit hohem Schopfwalmdach, Zwerchhaus, Eckstanderker und starken Gesimsen in barockisierendem Heimatstil, um 1920. | D-1-87-150-3 Wikidata  | weitere Bilder                     |
| Friedrich-Ebert-Straße 15 (Standort)                   | Wohnhaus                                                       | zweigeschossiger Putzbau mit vorkragendem Schopfwalmdach, Eckrisalit mit geschwungenem Giebel und Fassadengliederungen, bezeichnet 1908. | D-1-87-150-16 Wikidata | weitere Bilder                     |
| Nähe Hasslerstraße (Standort)                          | König-Ludwig II.-Denkmal                                       | Bronzedenkmal mit Standbasis, errichtet vom Krieger- und Veteranenverein, bezeichnet 1909. | D-1-87-150-17 Wikidata | weitere Bilder                     |
| Nähe Ludwigstraße (Standort)                           | Kriegerdenkmal zur Erinnerung an die Gefallenen der Weltkriege | Kriegerdenkmal zur Erinnerung an die Gefallenen des Ersten Weltkrieges, ehemals einen Baum umgebende, nach oben hin offene tempelartige Anlage, mit Reliefs und Inschriften, aus Sandstein, von Georg Albertshofer, 1924 | D-1-87-150-26 Wikidata | weitere Bilder                     |
| Rainerstraße 2 (Standort)                              | Knabenschulhaus                                                | dreigeschossiger Putzbau mit flachem Walmdach, südlichem Mittelrisalit und Putzgliederungen, 1871, 1904 vergrößert. | D-1-87-150-7 Wikidata  | weitere Bilder                     |
| Rainerstraße 3 (Standort)                              | Mädchenschulhaus                                               | dreigeschossiger Putzbau mit flachem Walmdach und Putzgliederungen, 1876, 1914 vergrößert. | D-1-87-150-8 Wikidata  | weitere Bilder                     |
| Rainerstraße 4 (Standort)                              | Kath. Pfarrkirche Hl. Dreifaltigkeit                           | Saalbau mit südöstlichem Turm mit Spitzhelm in neuromanischem Stil, 1868–1869, 1889 vergrößert; mit Ausstattung. | D-1-87-150-6 Wikidata  | weitere Bilder                     |
| Rainerstraße 6 (Standort)                              | Kath. Pfarrhof                                                 | Pfarrhaus, zweigeschossiger Putzbau mit Walmdach, Segmentbogenfenster, Putzgliederungen, um 1869. | D-1-87-150-9 Wikidata  | weitere Bilder                     |
| Rosenheimer Straße 1 (Standort)                        | Sogenanntes Angerbauerhaus                                     | ehemaliges Rathaus, zweigeschossiger Putzbau mit Satteldach, Dachreiter, nördlichem zweigeschossigem Giebelanbau, Rundbogenfenstern und Putzgliederung, 1873, 1913–14 zum Rathaus umgebaut. | D-1-87-150-10 Wikidata | weitere Bilder                     |
| Rosenheimer Straße 14 (Standort)                       | Gasthof Stadlerbräu                                            | zweigeschossiger Satteldachbau mit Putzgliederungen, teils Segmentbogen- und Rundbogenfenstern, Ende 19. Jahrhundert; in den Boden eingelassene Rotmarmorplatte, 1706. | D-1-87-150-12 Wikidata | weitere Bilder                     |
| Spinnereiinsel 1, 2, 3, 3 a, 3 b, 3 c, 3 d (Standort)  | Jüngere Teile der ehemaligen Baumwollspinnerei                 | Ehemaliges Pförtnerhaus (Nr. 1), zweigeschossiger Sichtziegelbau mit Walmdach, Gauben, Fassadengliederung und Ädikula-Rahmung aus Werkstein am nördlichen Eingang, nach Plänen von Georg Zimmermann, 1919; ehemaliges Garnmagazin (Nr. 2), eingeschossiger Hallenbau über Hochkeller aus teilweise überschlämmten Ziegelmauerwerk mit Lisenengliederung und Stichbogenfenstern in klassizisierenden Formen, 1908, 1922 und 1950 jeweils in gleicher Form und Struktur nach Osten verlängert; sogenannter Spinnerei-Neubau (Nr. 3, 3a, 3b, 3c, 3d), dreigeschossiger monumentaler Flachdachbau mit Turmrisaliten aus Ziegelmauerwerk mit Lisenengliederung, Gesimsbändern und Stichbogenfenstern in klassizisierenden Formen, nach Plänen von A. Kurth, Ostteil bezeichnet 1899, 1908 nach Westen auf doppelte Größe erweitert; siehe auch An der Alten Spinnerei 1, 2, 3, 4, 5, 5a/b und Spinnereiinsel 4 sowie Conradtystraße 5, 5a. | D-1-87-150-24 Wikidata | weitere Bilder                     |
| Spinnereiinsel 4 (Standort)                            | Wasserkraftwerk der ehemaligen Baumwollspinnerei               | Maschinenhalle über dem Werkskanal, eingeschossiger Flachdachbau mit Attika, großen Rundbogenfenstern, Putzgliederungen und aufwendigen Portalen in klassizisierenden Formen, um 1915; mit technischer Ausstattung; siehe auch Spinnereiinsel 1, 2, 3a–d und An der Alten Spinnerei 1, 2, 3, 5, 5a/b sowie Conradtystraße 5, 5a. | D-1-87-150-25 Wikidata | weitere Bilder                     |

### Pullach
| Lage                 | Objekt              | Beschreibung | Akten-Nr.              | Bild           |
| -------------------- | ------------------- | --- | ---------------------- | -------------- |
| Pullach 9 (Standort) | Ehemaliger Edelsitz | Wasserschloss, Vierseitenanlage auf altem Burgstall mit zweigeschossigen Bauten mit abgewalmten Schieferdächern, westlichem Turm mit Zeltdach, östlichem Risalit mit Walmdach, südlichem Giebelrisalit mit Tordurchfahrt im Stil des Historismus, Ende 19. Jahrhundert; Parkanlagen mit Wassergraben. | D-1-87-150-15 Wikidata | weitere Bilder |